# Roman Jarosevyč
Roman Jarosevyč, cyrilicí Роман Яросевич (19. května 1862 Bedrykivci nebo Moskalivka – 28. května 1934 Stanislavov), byl rakouský lékař a politik ukrajinské (rusínské) národnosti z Haliče, na konci 19. století poslanec Říšské rady.

## Biografie
Studoval filozofii na Vídeňské univerzitě, kterou dokončil roku 1884. Pak byl učitelem na gymnáziu v Kolomyji a Krakově. Následně získal roku 1891 titul doktora lékařství na Jagellonské univerzitě. Působil jako lékař v Borščivu a Stanislavově. Byl veřejně a politicky činný. Psal články do vídeňských periodik Arbeiter Zeitung a Die Zeit.
Byl poslancem Říšské rady (celostátního parlamentu Předlitavska), kam usedl ve volbách roku 1897 za kurii všeobecnou v Haliči, 14. volební obvod: Terebovlja, Husjatyn, Borščiv atd. Ve volebním období 1897–1901 se uvádí jako Dr. lékařství a filozofie Roman Jarossewytsch, městský lékař, bytem Borščiv.
Ve volbách roku 1897 se uvádí jako rusínský kandidát. Byl radikálně orientovaný a na Říšské radě byl v roce 1898 hospitantem v klubu sociálních demokratů. Byl členem Ukrajinské sociálně demokratické strany.